# Вермонт (Вісконсин)
Вермонт (англ. Vermont) — місто (англ. town) в США, в окрузі Дейн штату Вісконсин. Населення — 871 особа (2020).

## Демографія
Згідно з переписом 2010 року, у місті мешкало 819 осіб у 325 домогосподарствах у складі 245 родин. Було 351 помешкання
Расовий склад населення:
| - 98,4 % — білих - 0,4 % — азіатів - 0,1 % — чорних або афроамериканців |

До двох чи більше рас належало 1,0 %. Частка іспаномовних становила 0,7 % від усіх жителів.
За віковим діапазоном населення розподілялося таким чином: 20,3 % — особи молодші 18 років, 66,8 % — особи у віці 18—64 років, 12,9 % — особи у віці 65 років та старші. Медіана віку мешканця становила 49,0 року. На 100 осіб жіночої статі у місті припадало 100,7 чоловіків;  на 100 жінок у віці від 18 років та старших — 100,3 чоловіків також старших 18 років.
Середній дохід на одне домашнє господарство  становив 112 575 доларів США (медіана — 93 750), а середній дохід на одну сім'ю — 122 698 доларів (медіана — 103 125). Медіана доходів становила 63 125 доларів для чоловіків та 52 250 доларів для жінок. За межею бідності перебувало 4,3 % осіб, у тому числі 5,6 % дітей у віці до 18 років та 7,4 % осіб у віці 65 років та старших.
Цивільне працевлаштоване населення становило 484 особи. Основні галузі зайнятості: освіта, охорона здоров'я та соціальна допомога — 23,8 %, науковці, спеціалісти, менеджери — 16,9 %, фінанси, страхування та нерухомість — 9,7 %, будівництво — 8,7 %.